# 赵州 (河北)
赵州，中国古代的州，在今河北省境。
汉朝时，其地有平棘县，故城在平棘县南。北魏于昭庆县，设置殷州，北齐时，改为赵州。隋朝废赵州，复置赵郡于平棘县。武德元年（618年），张志昂以赵郡投降唐朝，改为赵州，治所在柏乡县，领十二县（平棘县、高邑县、赞皇县、元氏县、廮陶县、栾城县、大陆县、柏乡县、房子县、禋城县、鼓城县），其年，以禋城县归属廉州，以鼓城县属深州。武德四年（621年）徙治平棘县，同年，改大陆县为象城县。五年（622年），更名栾城，贞观初年，恢复旧名。天宝元年（742年），改为赵郡。乾元元年（758年），复为赵州。户六万三千四百五十四，口三十九万五千二百三十八。领八县：平棘县、宁晋县（原廮陶县）、昭庆县（原象城县）、柏乡县、高邑县、临城县（原房子县）、赞皇县、元氏县。旧领九县。
宋朝时改为庆源军。金朝改沃州。元朝仍为赵州，属真定路。旧领九县：平棘县、临城县、栾城县、元氏县、高邑县、赞皇县、宁晋县、隆平县、柏乡县。元太祖十五年，割栾城县、元氏县隶真定路。领七县。明朝时，属真定府。领六县。清朝雍正元年（1723年），真定府改为正定府。二年，赵州升为趙州直隸州。改赞皇县隶正定府。领五县：柏乡县、隆平县、高邑县、宁晋县、临城县。
| 隋代行政区划变遷 | 隋代行政区划变遷     | 隋代行政区划变遷 | 隋代行政区划变遷 | 隋代行政区划变遷 | 隋代行政区划变遷                                                             |
| 区划             | 開皇元年             | 開皇元年         | 開皇元年         | 区划             | 大業3年                                                                      |
| ---------------- | -------------------- | ---------------- | ---------------- | ---------------- | ---------------------------------------------------------------------------- |
| 州               | 趙州                 | 趙州             | 定州             | 郡               | 趙郡                                                                         |
| 郡               | 趙郡                 | 南趙郡           | 巨鹿郡           | 县               | 平棘县 高邑县 廮陶县 大陸县 藁城县 元氏县 房子县 欒城县 賛皇县 柏乡县 鼓城县 |
| 县               | 平棘县 高邑县 廮遥县 | 广阿县           | 高城县           | 县               | 平棘县 高邑县 廮陶县 大陸县 藁城县 元氏县 房子县 欒城县 賛皇县 柏乡县 鼓城县 |

| 唐朝赵州辖县 | 唐朝赵州辖县 |
| ------------ | --- |
| 618年        | 柏乡县、平棘县、廮陶县、大陆县、高邑县、房子县、元氏县、赞皇县、栾城县（鼓城县改属深州）                                   |
| 621年        | 平棘县（改治）、廮陶县、大陆县（改名象城县）、柏乡县、高邑县、房子县、元氏县、赞皇县、栾城县（巨鹿县、柏仁县、内丘县来属） |
| 622年        | 平棘县、廮陶县、象城县、柏乡县、高邑县、房子县、巨鹿县（柏仁县、内丘县改属邢州，元氏县、赞皇县、栾城县改属栾州）           |
| 627年        | 平棘县、廮陶县、象城县、柏乡县、高邑县、房子县（巨鹿县改属邢州，元氏县、赞皇县、栾城县来属）                               |
| 742年        | 平棘县、廮陶县（改名宁晋县）、象城县（改名昭庆县）、柏乡县、高邑县、房子县（改名临城县）、元氏县、赞皇县、栾城县           |
| 768年        | 平棘县、宁晋县、昭庆县、柏乡县、高邑县、临城县、元氏县、赞皇县（栾城县改属恒州）                                           |
| 905年        | 平棘县、宁晋县、昭庆县、柏乡县、高邑县、临城县（改名房子县）、元氏县、赞皇县                                               |

| 唐朝赵州刺史 - 张志昂（618年—619年） - 张道源（621年） - 郭孝恪（贞观初年） - 李元庆（635年—636年） - 长孙无忌（637年—639年，遥领） - 杜敖（646年） - 李震（657年—662年） - 李休烈（唐高宗时） - 冯义（685年） - 豆卢钦望（695年） - 高睿（698年） - 郑慈明（唐中宗时） - 张之辅（开元初年） - 衡守直（715年—716年） - 韦利宾（开元前期） - 柳儒（722年） - 徐峤之（723年） - 田再思（724年） - 李暹（731年—732年） - 李某（732年） - 韦明敭（738年） | - 赵郡太守 - 陆济（757年） - 卢俶（乾元年间—永泰年间） - 段庆瑀（766年） - 何某（771年—774年） - 张彭老（大历末年） - 康日知（781年—784年） - 郑灒（798年） - 王怡（元和年间） - 高灵（824年） - 王绍烈（854年） - 李守弘（864年） - 李士衡 - 李嗣璘 - 李韢 - 卢士弘 |